# Michael Kitchen
Michael Kitchen, född 31 oktober 1948 i Leicester, Leicestershire, är en brittisk skådespelare. Han är bland annat känd i rollen som poliskommissarien Christopher Foyle i TV-serien Foyle's War och karaktären Bill Tanner i en rad av Pierce Brosnans Bondfilmer från 1990-talet. För en svensk publik är han även känd från Kjell Sundvalls Sista kontraktet från 1997, där han spelar yrkesmördaren Lambert, som figurerar i ett fiktivt scenario avseende Palmemordet.

## Filmografi i urval
- 1973 – Familjen Brontë
- 1980 – Caught on a Train
- 1985 – Mitt Afrika
- 1989 – S.O.S. Condor
- 1991 – The Russia House
- 1992 – En förtrollad april
- 1995 – Lycksökerskorna
- 1995 – Goldeneye
- 1998 – Mrs Dalloway
- 1998 – Sista kontraktet
- 1999 – The World Is Not Enough
- 1999 – Oliver Twist
- 2000 – New Year's Day
- 2000 – Proof of Life
- 2000 – The Railway Children
- 2002–2015 – Foyle's War
- 2003 – Alibi
- 2011 – My Week with Marilyn